# Сад Даниила Гранина

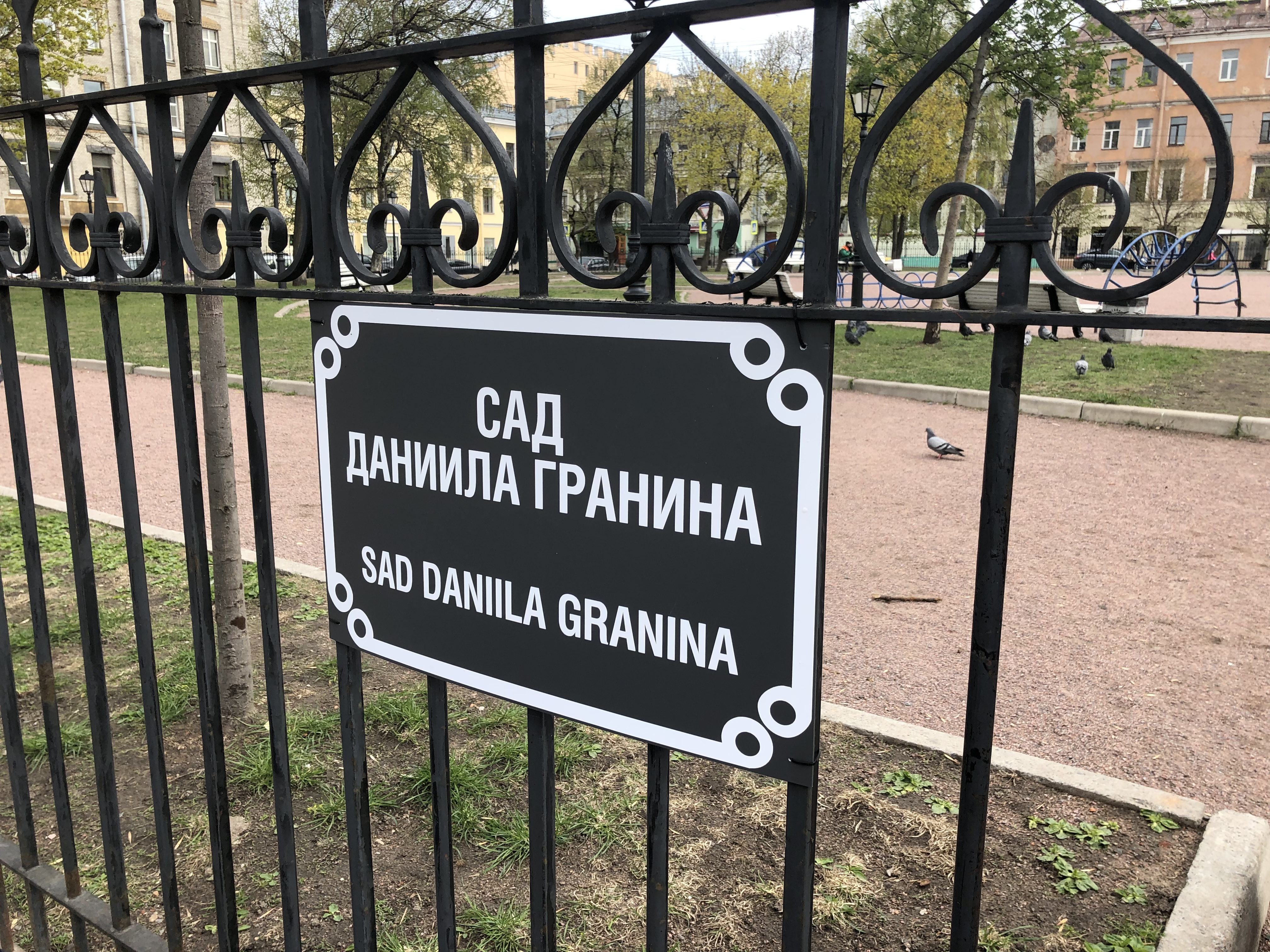
Сад Даниила Гранина. Топонимическая табличка, установленная активистами.

Сад Даниила Гранина — сад, расположенный между Соляным переулком, Гангутской и Гагаринской улицами Санкт-Петербурга.

## История
Сад между Гагаринской улицей и Соляным переулком долгое время был безымянным. 21 декабря 2017 года Президент России подписал Указ «Об увековечении памяти Д. А. Гранина и праздновании 100-летия со дня его рождения». Согласно данному Указу, правительству Санкт-Петербурга рекомендовано: присвоить имя Даниила Гранина скверу в Санкт-Петербурге и создать культурно-просветительский центр Гранина в одной из библиотек Санкт-Петербурга. Решением Топонимической комиссии от 25 апреля 2018 года и постановлением Правительства Санкт-Петербурга от 6 июня 2018 года было решено присвоить саду, расположенному между Соляным переулком, Гангутской и Гагаринской улицами, имя Даниила Гранина, а 5 мая 2019 года стараниями местных активистов на изгороди появилась табличка с именем писателя.